# جورج بوتنام
جورج بوتنام (بالإنجليزية: George Putnam)‏ هو صحفي ومقدم برامج إذاعية أمريكي، ولد في 14 يوليو 1914 في بريكنريدج في الولايات المتحدة، وتوفي في 12 سبتمبر 2008 في تشينو في الولايات المتحدة.

## وصلات خارجية
- جورج بوتنام على موقع IMDb (الإنجليزية)
- جورج بوتنام على موقع قاعدة بيانات الفيلم (الإنجليزية)